# NGC 1360
NGC 1360 är en planetarisk nebulosa i stjärnbilden Ugnen. Denna nebulosa, ca 6 bågminuter vid, är en intressant omväxling till de många galaxer i området. Den centrala stjärnan med magnitud 11 kan vara distraherande, men i ett 150 mm teleskop är nebulosan inte svår att hitta.